# The Hella Mega Tour
The Hella Mega Tour est une tournée de concerts en commun des groupes de rock Green Day, Fall Out Boy et Weezer annoncée en septembre 2019,. Des concerts de la tournée de la tournée furent reportés à cause de la pandémie de Covid-19.

## Liste de concerts

### Concerts en Europe
| Date                                                        | Ville          | Lieu                       | Pays        |
| ----------------------------------------------------------- | -------------- | -------------------------- | ----------- |
| 1er juin 2022                                               | Berlin         | Kindl-Bühne Wuhlheide      | Allemagne   |
| 3 juin 2022                                                 | Nürburg        | Rock am Ring               | Allemagne   |
| 7 juin 2022                                                 | Copenhague     |                            | Danemark    |
| 9 juin 2022                                                 | Ålesund        | Color Line Stadion         | Norvège     |
| 11 juin 2022                                                | Stockholm      | 3Arena                     | Suède       |
| 15 juin 2022                                                | Milan          | Milano Summer Festival     | Italie      |
| 16 juin 2022                                                | Florence       | Firenze Rocks Festival     | Italie      |
| 18 juin 2022                                                | Hradec Králové | Rock For People            | Tchéquie    |
| 19 juin 2022                                                | Vienne         | Stade Ernst-Happel         | Autriche    |
| 21 juin 2022                                                | Anvers         | Palais des sports d'Anvers | Belgique    |
| 22 juin 2022                                                | Groningen      | Stadspark                  | Pays-Bas    |
| 24 juin 2022                                                | Londres        | Stade de Londres           | Royaume-Uni |
| 25 juin 2022                                                | Huddersfield   | Kirklees Stadium           | Royaume-Uni |
| 27 juin 2022                                                | Dublin         |                            | Irlande     |
| 29 juin 2022                                                | Glasgow        | Bellahouston Park          | Royaume-Uni |
| 13 juin 2020 (reporté à l'été 2021, puis au 2 juillet 2022) | Nanterre       | Paris La Défense Arena     | France      |

### Concerts en Amérique
| Date            | Ville          | Lieu             | Pays       |
| --------------- | -------------- | ---------------- | ---------- |
| 29 juillet 2022 | Houston, Texas | Minute Maid Park | États-Unis |